# 名 (倫理)
名（めい）とは、古代中国において一般的な意味としての「名前」とは別に、名前そのものが有すると考えられていた概念のこと。
古代中国では、物が持つ「名」とその実体である「実」の相互関係について様々な説が出された。老子は「名の名とすべきは、常の名にあらず」と唱え、実は常に変化して名との関係を変えていくと唱えた。荘子は「名は実の賓である」と唱え、名は実の飾に過ぎないと説いた。墨子は「名を以て実を挙ぐ」と唱え、荀子は「名を制して以て実を指す」と主張した。更に孔子は名と実の関係を正す必要性を唱えて「正名」の考えを提示（孔子自身は『周礼』に基づく正名を理想とした）し、公孫竜は名と実は常に完全に一致すべきであるとする『名実論』を著して後の名家思想を生み出すなど、名と実の関係のあり方及びそのため秩序である分についてを問う「名弁」が出現して戦国時代の自然科学・社会科学を成果を取り入れていくことで、中国における認識論と倫理学に関する研究（名学）の原点となった。